# Bryce McGowens

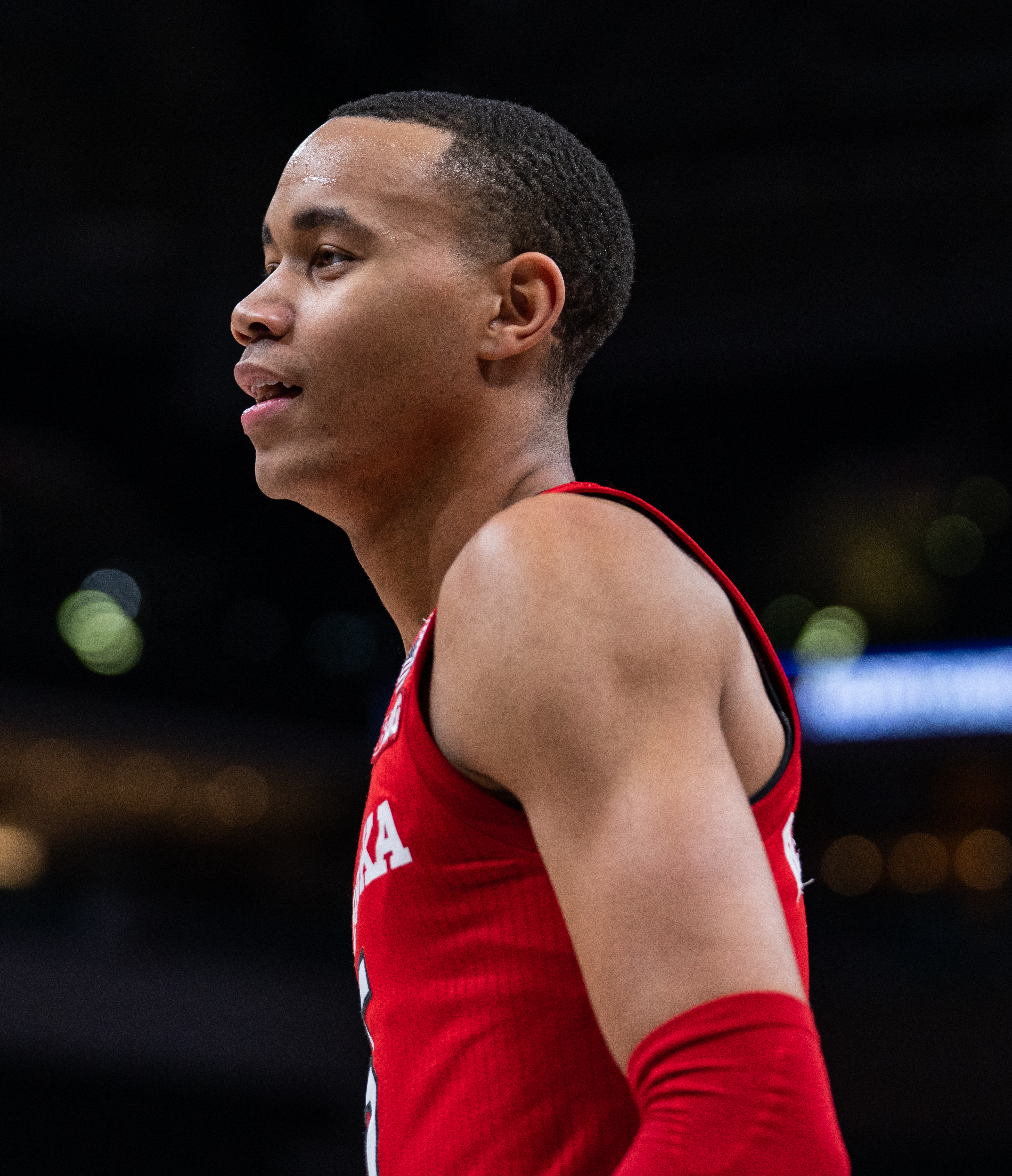
Bryce McGowens, 2022.

Bryce Alexander McGowens, född 8 november 2002 i Pendleton i South Carolina, är en amerikansk professionell basketspelare (SG) som spelar för New Orleans Pelicans i National Basketball Association (NBA). Han har tidigare spelat för Charlotte Hornets och Portland Trail Blazers.
Han draftades av Minnesota Timberwolves i andra rundan i 2022 års draft som 40:e spelare totalt.
Innan Williams blev proffs studerade han vid University of Nebraska–Lincoln och spelade för universitetets idrottsförening Nebraska Cornhuskers.